# ایان د کسکر
ایان د کسکر (انگلیسی: Iain De Caestecker؛ ‏ ‎/də ˈkæskər/‎ də KAS-kər؛ ‏ زادهٔ ۲۹ دسامبر ۱۹۸۷) بازیگر اهل بریتانیا است. وی از سال ۱۹۹۹ میلادی تاکنون مشغول فعالیت بوده‌است.
از فیلم‌ها یا برنامه‌های تلویزیونی که وی در آن نقش داشته‌است، می‌توان به ما، مأموران شیلد، خون‌آشام کوچک، کثافت، شل، در ترس، پایان ناخوشایند، رودخانه گمشده و ارباب اشاره کرد.